# Rascló de l'illa Inaccessible
El rascló de l'Illa Inaccessible (Atlantisia rogersi) és una espècie d'ocell de la família dels ràl·lids (Rallidae). Habita l'Illa Inaccessible de l'Arxipèlag Tristan da Cunha. És l'ocell no volador més petit existent i l'única espècie viva del gènere Atlantisia al que alguns autors inclouen també el rascló de Santa Helena (Atlantisia podarces) que altres inclouen al gènere Aphanocrex.